# Klemen Grošelj
Klemen Grošelj, né le 8 mars 1976 à Kranj est un homme politique slovène. Membre de la Liste de Marjan Šarec, il siège au Parlement européen de 2019 à 2024. 